# Keidi Bare
Keidi Bare (ur. 21 kwietnia 1993 w Fierze) – albański piłkarz występujący na pozycji pomocnika w Saragossie.